# 上田代町
上田代町（かみたしろまち）は、熊本県人吉市の町名。
郵便番号は868-0801。

## 地理
市の東端に位置しており、東部で小纚川、西部で柳田川が流れている。北で下田代町、東側で錦町西、南で段塔町、南西で大畑町、西で大畑麓町、北西で上漆田町が接している。

## 歴史
もとは藍田村大畑の一部であった。1985年（昭和60年）には当地に人吉市立第三中学校が移転した。

### 沿革
- 昭和17年（1942年）- 人吉市となる。

## 人口と世帯数
2024年（令和6年）8月31日現在の世帯数と人口は以下の通りである。
| 町丁     | 世帯数  | 人口  |
| -------- | ------- | ----- |
| 上田代町 | 132世帯 | 267人 |

## 小・中学校の学区
市立小・中学校に通う場合、学区は以下の通りとなる。
| 町丁 | 小学校             | 中学校             |
| ---- | ------------------ | ------------------ |
| 全域 | 人吉市立大畑小学校 | 人吉市立第三中学校 |

## 交通

### 道路
- 国道221号
- 熊本県道102号上漆田東間下線
- 熊本県道265号大畑西線

### 鉄道
当地を鉄道は通っていない。鉄道を利用する場合の最寄り駅は大畑駅となる。

### バス
当地をバスは通っていない。

## 施設
- 人吉市立第三中学校
- 上田代町御堂